# Sunday, Cruddy Sunday
Sunday, Cruddy Sunday, llamado Domingo, horrible domingo en España y Domingo, cruel domingo en Hispanoamérica, es el duodécimo episodio de la décima temporada de la serie animada Los Simpson, emitido originalmente el 31 de enero de 1999. Tom Martin, George Meyer, Brian Scully y Mike Scully fueron los escritores y Steven Dean Moore fue el director. Las estrellas invitadas fueron Fred Willard, Troy Aikman, Rosey Grier, John Madden, Dan Marino, Rupert Murdoch, Dolly Parton y Pat Summerall.

## Sinopsis
Todo comienza cuando Bart y Lisa van a una excursión a la oficina de correos con su escuela. Allí, cada niño recibe como regalo una pieza de correspondencia no enviada, y Bart encuentra una cuponera de descuento, la cual regala a Homer por su cumpleaños. Homer usa uno de sus cupones en un taller para obtener un balanceo de ruedas gratis, pero los empleados se aprovechan de él y le hacen comprar cuatro neumáticos nuevos. Mientras espera, conoce a un hombre llamado Wally Kogen, un agente de viajes que había ido al negocio sólo para hablar por teléfono y había terminado comprando todo un paquete de cosas para el auto. Homer y Wally se hacen amigos, y van a la taberna de Moe a beber cerveza, mientras ven un avance del Super Bowl. Wally, al saber que Homer no irá al Superbowl, le dice que su agencia estaba organizando un viaje en un ómnibus chárter para ver el partido, y le ofrece a Homer boletos gratis a cambio de que lo ayude a llenar el autobús. Homer acepta y logra llenar el autobús con todos los hombres de Springfield que aceptan su invitación.
El grupo, liderado por Homer y con Bart como uno de los miembros, llega a Miami, donde se celebra el Super Bowl, y disfrutan de algunas atracciones en las adyacencias del estadio. Mientras esperan entrar, Homer descubre a un revendedor de entradas y lo humilla delante de todos. Luego, al presentar sus boletos para entrar, se dan cuenta de que son falsificados. Todo el grupo comienza a odiar a Homer y quieren pelearse con él, pero Bart ve un carro con vestuario de fantasía, el cual arrojan sobre los guardias de seguridad para entrar al estadio. Sin embargo, son atrapados por otros guardias y encerrados en la celda del estadio. Mientras tanto, Marge y Lisa pasan el tiempo pintando huevos con un juego de Vincent Price.
El grupo, en la cárcel, es liberado cuando Dolly Parton (a quien Wally conocía) usa su removedor de maquillaje para disolver la cerradura y dejarlos ir. Una vez libres, corren hacia un palco para ver el juego, pero pronto llega Rupert Murdoch, su legítimo dueño, y los obliga a irse. Los guardias nuevamente los persiguen, pero Homer encuentra el túnel hacía el campo de juego y se introduce en él con los demás, hasta que los jugadores ganadores del Super Bowl salen corriendo del campo y se los llevan a la rastra. El grupo termina en el vestuario de los ganadores, y todos pueden ver a sus jugadores preferidos.
Mientras tanto en Springfield, Marge se comunica a la fábrica para que les envien las piezas faltantes del juego de Vincent Price que les faltó completar, y en tanto Homer y Bart junto con el resto de los chicos regresan a Springfield en otro autobús, justo donde también Homer se había llevado el trofeo del superbowl como "recuerdo". En tanto los comentaristas invitados se suben a otro autobús donde son recibidos por la parodia de Vincent Price donde no sabe cómo meter las velocidades del vehículo.